# Sepp Ferstl
Josef „Sepp” Ferstl (ur. 6 kwietnia 1954 w Ruhpolding) – niemiecki narciarz alpejski, wicemistrz świata.

## Kariera
Pierwsze punkty w zawodach w zawodach Pucharu Świata zdobył 26 stycznia 1974 roku w Kitzbühel, zajmując ósme miejsce w zjeździe. Na podium zawodów pucharowych po raz pierwszy stanął 22 stycznia 1977 roku w Wengen, gdzie rywalizację w tej konkurencji ukończył na drugiej pozycji. W zawodach tych rozdzielił Austriaka Franza Klammera i Bernharda Russiego ze Szwajcarii. Łącznie sześć razy stawał na podium zawodów PŚ, odnosząc przy tym trzy zwycięstwa: 18 lutego 1977 roku w St. Anton był najlepszy w kombinacji, a 21 stycznia 1978 roku i 20 stycznia 1979 roku w Kitzbühel triumfował w zjazdach. Najlepsze wyniki osiągnął w sezonie 1976/1977, kiedy był jedenasty w klasyfikacji generalnej.
Jego największym sukcesem jest srebrny medal w kombinacji alpejskiej wywalczony podczas mistrzostw świata w Garmisch-Partenkirchen w 1978 roku. Uplasował się tam między Andreasem Wenzelem z Liechtensteinu i Pete’em Pattersonem z USA. Był to jego jedyny medal wywalczony na międzynarodowej imprezie tej rangi. Na tej samej imprezie był też czwarty w zjeździe, przegrywając walkę o medal z Austriakiem Wernerem Grissmannem o 0,03 sekundy. W 1976 roku wystąpił na igrzyskach olimpijskich w Innsbrucku, gdzie jego najlepszym wynikiem było 17. miejsce w tej samej konkurencji. Brał też udział w igrzyskach w Lake Placid cztery lata później, zajmując 25. miejsce w slalomie i 34. miejsce w gigancie.
W 1980 roku zakończył karierę.
Jego syn, Josef Ferstl, również został narciarzem.

## Osiągnięcia

### Igrzyska olimpijskie
| Miejsce | Dzień     | Rok  | Miejscowość | Konkurencja | Czas biegu | Strata | Zwycięzca        |
| ------- | --------- | ---- | ----------- | ----------- | ---------- | ------ | ---------------- |
| 17.     | 5 lutego  | 1976 | Innsbruck   | Zjazd       | 1:45,73    | +2,68  | Franz Klammer    |
| 28.     | 10 lutego | 1976 | Innsbruck   | Gigant      | 3:26,97    | +14,55 | Heini Hemmi      |
| 20.     | 14 lutego | 1976 | Innsbruck   | Slalom      | 2:03,29    | +11,05 | Piero Gros       |
| 34.     | 19 lutego | 1980 | Lake Placid | Gigant      | 2:40,74    | +12,29 | Ingemar Stenmark |
| 25.     | 22 lutego | 1980 | Lake Placid | Slalom      | 1:44,26    | +15,04 | Ingemar Stenmark |

### Mistrzostwa świata
| Miejsce | Dzień       | Rok  | Miejscowość            | Konkurencja | Czas biegu  | Strata     | Zwycięzca        |
| ------- | ----------- | ---- | ---------------------- | ----------- | ----------- | ---------- | ---------------- |
| 11.     | 9 lutego    | 1974 | Sankt Moritz           | Zjazd       | 1:56,98     | +2,51      | David Zwilling   |
| 17.     | 5 lutego    | 1976 | Innsbruck              | Zjazd       | 1:45,73     | +2,68      | Franz Klammer    |
| 28.     | 10 lutego   | 1976 | Innsbruck              | Gigant      | 3:26,97     | +14,55     | Heini Hemmi      |
| 20.     | 14 lutego   | 1976 | Innsbruck              | Slalom      | 2:03,29     | +11,05     | Piero Gros       |
| 9.      | 14 lutego   | 1976 | Innsbruck              | Kombinacja  | 24,62 pkt   | ?          | Gustav Thöni     |
| 4.      | 29 stycznia | 1978 | Garmisch-Partenkirchen | Zjazd       | 2:04,12     | +0,37      | Josef Walcher    |
| 2.      | 5 lutego    | 1978 | Garmisch-Partenkirchen | Kombinacja  | 2732,34 pkt | +17,30 pkt | Andreas Wenzel   |
| 34.     | 19 lutego   | 1980 | Lake Placid            | Gigant      | 2:40,74     | +12,29     | Ingemar Stenmark |
| 25.     | 22 lutego   | 1980 | Lake Placid            | Slalom      | 1:44,26     | +15,04     | Ingemar Stenmark |

### Puchar Świata

#### Miejsca w klasyfikacji generalnej
- sezon 1973/1974: 49.
- sezon 1974/1975: 41.
- sezon 1975/1976: 38.
- sezon 1976/1977: 11.
- sezon 1977/1978: 14.
- sezon 1978/1979: 27.
- sezon 1979/1980: 37.

#### Miejsca na podium w zawodach
1. Wengen – 22 stycznia 1977 (zjazd) – 2. miejsce
2. Wengen – 23 stycznia 1977 (kombinacja) – 3. miejsce
3. St. Anton – 18 lutego 1977 (kombinacja) – 1. miejsce
4. Laax – 18 lutego 1977 (zjazd) – 2. miejsce
5. Kitzbühel – 21 stycznia 1978 (zjazd) – 1. miejsce
6. Kitzbühel – 20 stycznia 1979 (zjazd) – 1. miejsce